# Karate
Karate is een vechtkunst die is ontstaan op de Riukiu-eilanden, waaronder het eiland Okinawa, Japan. Deze is ontstaan uit de samenvoeging van het Chinese chuan-fa (ook wel Kenpo) en de inheemse vechtkunsten van Okinawa, die te (手, letterlijk “hand”) werden genoemd.
Bij karate ligt de nadruk vooral op het gebruik van stoot-, trap- en afweertechnieken (te-waza, geri-waza en uke-waza). In het curriculum van sommige karatestijlen komen ook worpen, klemmen, verwurgingen en worsteltechnieken voor. Een beoefenaar van het karate wordt een karateka genoemd.

## Geschiedenis

### Ontstaan van vechtkunsten in Okinawa
Karate is ontstaan op Okinawa en de omliggende Riukiu-eilanden in de Oost-Chinese Zee die thans wordt omringd door Volksrepubliek China, Japan, Zuid-Korea en Taiwan. Deze eilandengroep behoort tegenwoordig tot Japan, maar was vroeger onafhankelijk. Van de 14e tot de 19e eeuw behoorden deze eilanden tot het Koninkrijk Riukiu. Okinawa heeft historisch aldoor meer banden en contacten gehad met China en door de eeuwen heen daarmee een nauwere band onderhouden dan de overige, verder van het Aziatische vasteland af gelegen Japanse eilanden. Deze banden ontstonden als gevolg van een handelsrelatie met China opgezet tijdens de Ming-dynastie in 1372. Op bevel van de Chinese Ming-keizer emigreerden toen 36 Chinese families van Fujian naar het dorp Kumemura in Okinawa. Zij dienden daar als regeringsfunctionarissen en diplomaten met betrekking tot de handel van Okinawa met China.

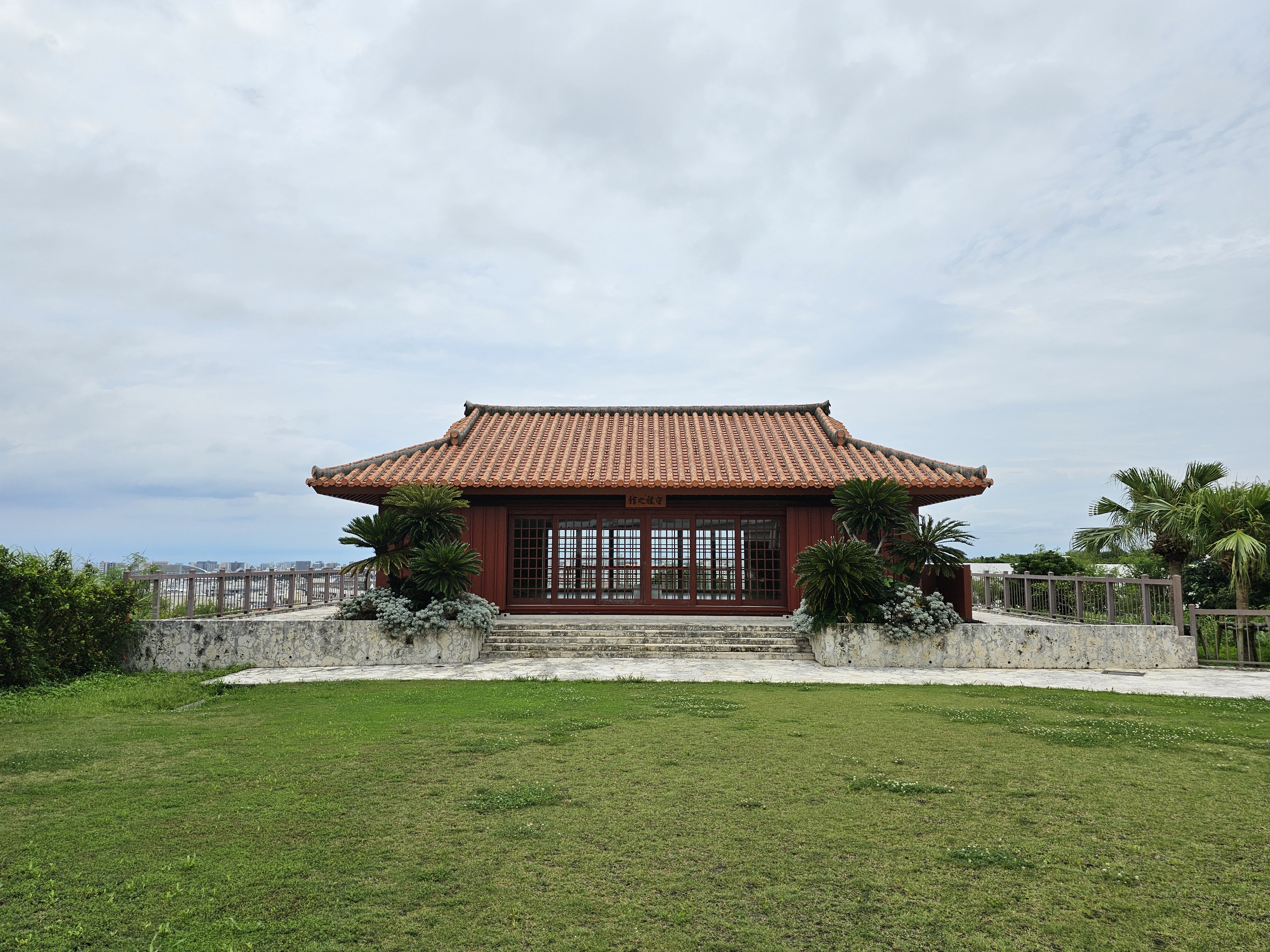
Een traditionele dojo (trainingshal) in Naha op het eiland Okinawa

Sommige van deze Chinezen beoefenden Chinese Shaolin-vechtkunsten, genaamd chuan-fa, die na verloop van tijd ook aan leden van de Okinawaanse bevolking werden geleerd. Volgens het gangbare verhaal werd er toen op Okinawa en de andere Riukiu-eilanden al een inheemse vechtkunst beoefend, genaamd di of ti, wat in de Okinawaanse taal hand betekent (in het Japans: de of te). Uit de vermenging van het Chinese chuan-fa met de inheemse verdedigingskunst ontstond een nieuwe vechtkunst. Deze nieuwe vechtkunst kreeg de naam toudi of touti (in het Japans: tode of tote). Hierbij staat tou voor de Tang-dynastie van China en di of ti voor hand. Deze naam kan ook vertaald worden als Chinese hand.
In 1429 werd door Okinawaanse koning Shō Hashi een verbod op wapens uitgeroepen, omdat hij aanslag vreesde om hem van zijn troon te stoten. Door dit verbod steeg de populariteit van de ongewapende vechttechnieken. Leden van de hogere klasse van de Okinawanese samenleving werden regelmatig naar China gestuurd om diverse politieke en praktische disciplines te leren. Zij studeerden daar ook Chinese vechtkunsten. De oudste karate kata tonen nog sterke overeenkomsten met die van de Chinese vechtkunsten uit de Fujian regio. Daarnaast hadden diverse andere vechtkunsten uit Zuidoost-Azië invloed op nieuwe stijlvormen. Mogelijk vindt het gebruik van landbouwwerktuigen als gevechtswapen (zoals de sai, tonfa en nunchaku) hun oorsprong in deze gebieden en werden zij later op Okinawa als wapens gebruikt. Deze gewapende vechtkunst staat bekend als het Ryukyu kobujutsu.
In 1609 werd Okinawa door Japan veroverd door een invasie van de krijgslustige Satuma-samoerai. Hoewel het Koninkrijk Riukiu toen officieel nog wel bleef bestaan, stond het vanaf dat moment steeds onder invloed van Japan. De Okinawaanse koning regeerde zijn rijk slechts als vazal van Japan. Om een eventuele rebellie van de Okinawaanse bevolking te verhinderen, vaardigden de Satuma-samoerai een tweede verbod op wapens uit en verboden ook de ongewapende vechtkunsten op Okinawa. De bevolking van Okinawa besloot toen hun vechtkunsten in het geheim te beoefenen. Om deze reden vonden trainingen vaak midden in de nacht plaats in de achtertuin van het huis van de karateleraar.

### Historische stijlen van karate

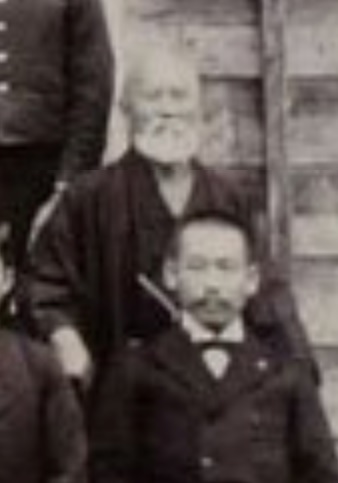
Anko Itosu (bovenste persoon)
Grootvader van het moderne karate

Hoewel er reeds enkele scholen van karate waren op Okinawa, hielden de meeste beoefenaren er hun eigen methoden en gebruiken op na. Elk gebied en zijn karateka's had specifieke kata, technieken en principes die hen onderscheidden van andere karatestijlen. Enkele van deze vroege stijlen kunnen worden gecategoriseerd als Shuri-te, Naha-te, en Tomari-te, genaamd naar de drie steden waar zij van stammen. Deze namen werden destijds niet gebruikt. Het zijn later verzonnen namen om de verschillende stijlen te kunnen categoriseren.

#### Shuri-te
Kanga Sakugawa (1782–1838) studeerde chuan-fa en bo in China. In 1806 keerde hij terug naar Okinawa en begon hij in de stad Shuri met lesgeven in zijn vechtkunst, genaamd "Toudi Sakugawa", wat "China Hand Sakugawa" betekende. Rond 1820 begon Sakugawa's meest prominente student, Sokon Matsumura (1809-1899) het lesgeven in een synthese van de stijlen van steden Shuri en Tomari, en Chinese Shaolin chuan-fa. De stijl van Matsumura werd later bekend als Shōrin-ryū.
Matsumura bracht al zijn kennis over naar Itosu Ankō (1831–1915) en enkele anderen. Tot einde van de 19de eeuw was karate officieel een verboden vechtkunst en daarom werd karate in het geheim beoefend. Meester Itosu probeerde de Japanse overheid over te halen om dit verbod op te heffen. Dit lukte en vanaf 1901 werd karate door Itosu geïntroduceerd op de openbare scholen van Okinawa. Itosu ontwikkelde een systematische manier om karate aan grote groepen te leren. Hij ontwikkelde vereenvoudigde kata's, zodat ze beter leerbaar zouden zijn voor basisschoolleerlingen. Zo ontwikkelde hij de ping'an kata ("heian" of "pinan" in het Japans). De ping'an kata zijn tegenwoordig nog steeds te vinden aan de basis van bijna elke karatestijl. Itosu gaf les aan veel studenten. Zijn studenten werden later de grote meesters van het huidige karate, waaronder Gichin Funakoshi, Kenwa Mabuni, Choki Motobu, Kanken Toyama, Kentsu Yabu, Chomo Hanashiro, Choshin Chibana en Shinpan Gusukuma. Om deze redenen wordt Itosu gezien als de "Grootvader van het moderne karate".

#### Naha-te
In de stad Naha van Okinawa ontstonden karatestijlen bekend onder de naam Naha-te. Bekende leraren hier waren onder meer Seisho Aragaki, Kanryo Higaonna, Chojun Miyagi, Norisato Nakaima en Kanbun Uechi. Hiervan werd Chojun Miyagi de grondlegger van het Goju-ryu karate. Deze vechtstijl werd later door de Japanner Gogen Yamaguchi naar Japan gebracht. Norisato Nakaima werd de grondlegger van het Ryuei-ryu karate en Kanbun Uechi werd grondlegger van het Uechi-ryu karate.

#### Tomari-te
In de stad Tomari van Okinawa ontstonden karatestijlen bekend onder de naam Tomari-te. Bekende leraren hier waren onder meer Kosaku Matsumora en Kokan Oyadomari. Hun leerling Chotoku Kyan zette hun stijl voort, maar hij beoefende daarnaast ook de Shuri-te stijl. Ook de latere karateleraar Choki Motobu kan tot de Tomari-te groep gerekend worden, hoewel hij zelf van meerdere leraren les heeft gehad. De stijl en kata's de van Tomari-te groep werd later opgenomen in de Shorin-ryu stijlen, waarna de Tomari-te groep zelf ophield met bestaan.

### Introductie van karate in Japan

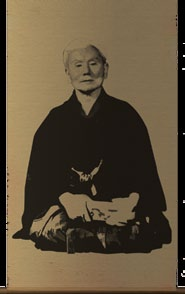
Gichin Funakoshi
Grondlegger van Shotokan karate

Aan het begin van de 20e eeuw werd karate van Okinawa naar het vasteland van Japan gebracht. De Riukiu-eilanden, waarvan Okinawa het hoofdeiland is, waren inmiddels geannexeerd door Japan, waardoor de culturele uitwisseling tussen de twee gebieden werd versterkt. In 1922 nodigde het Japanse ministerie van onderwijs karatemeester Gichin Funakoshi uit om in Tokyo een karatedemonstratie te geven. In 1924 werd op de Keio-universiteit de eerste karateschool van Japan opgericht en binnen een periode van acht jaar sloten ook de overige universiteiten zich aan. Gichin Funakoshi wordt gezien als de verantwoordelijke voor het introduceren en populair maken van karate op de hoofdeilanden van Japan.
Deze periode kenmerkte zich door een militarisering van de Japanse maatschappij. In die periode was Japan in constante staat van vijandschap met China (Eerste Chinees-Japanse Oorlog en Tweede Chinees-Japanse Oorlog). Funakoshi wist dat de "Chinese hand" technieken niet geaccepteerd zouden worden door de Japanse bevolking, wat aanleiding gaf om de naam van karate te veranderen. De karakters 唐手 ("Chinese hand" of "Tang hand") werden gewijzigd naar 空手 ("lege hand"), en hebben dezelfde uitspraak. De naamsverandering van karate had de bedoeling de Chinese kenmerken te vervangen door Japanse. De naamsverandering van karate werd door Funakoshi gedaan in 1929, waarna andere karateleraren dit voorbeeld navolgden. Later op 25 oktober 1936 tijdens een symposium over karate gehouden in Okinawa besloten alle karatemeesters van Okinawa deze naamsverandering van karate ook nog eens officieel te erkennen.
In Japan werd karate beïnvloed door de Japanse vechtkunsten, genaamd budo. Vanuit het Japanse judo werd in karate het trainingspak en het bandensysteem ter graduatie overgenomen. Tot dan kende karate geen formele trainingskleding of graduatiesysteem. Ook de filosofie van de Japanse vechtkunsten had invloed op karate. Karate werd toen hernoemd naar karate-do. De toevoeging "do" betekent "weg" of "methode" en impliceert dat karate-do een pad is naar zelfkennis en meer behelst dan louter technische aspecten van vechten. Ook in andere Japanse vechtkunsten werd er aan het begin van de 20e eeuw een nadruk geplaatst op het do aspect en minder op het jutsu aspect (techniek); aikijutsu werd aikido, jujutsu werd judo, kobujutsu werd kobudo en kenjutsu werd kendo.
Meester Funakoshi werd de pionier van het moderne karate en hij zou de rest van zijn leven wijden aan het populariseren ervan. Hij promootte karate als middel tot het ontwikkelen van strakke discipline, goede etiquette en gezondheid. Ondanks het feit dat iedereen zijn stijl 'Shotokan' begon te noemen drukte Funakoshi iedereen op het hart dat die naam door zijn leerlingen aan het Karate was gegeven en niet door hemzelf. Funakoshi was in principe tegen stijlnamen zoals we in zijn boek Karate Nyumon kunnen lezen. Voor Funakoshi was alle karate gewoon karate, niets meer en niets minder.

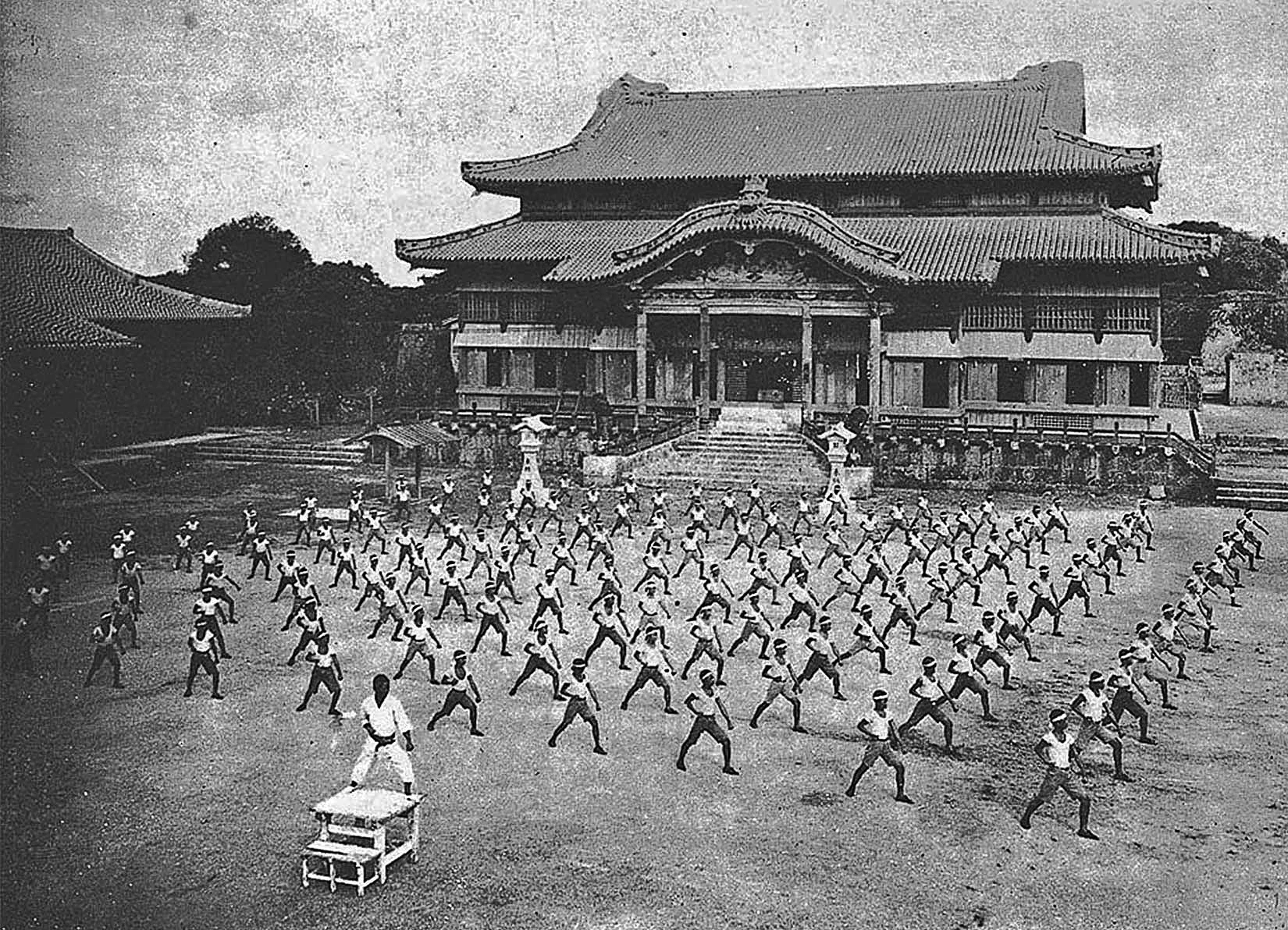
Karatetraining voor het Shuri kasteel in Naha op het eiland Okinawa, 1938

Vanaf eind jaren 20 kwamen er in de voetsporen van Funakoshi nog andere karatemeesters van Okinawa naar Japan, zoals Kenwa Mabuni, Chojun Miyagi, Choki Motobu, Kanken Toyama en Kanbun Uechi. Al deze leraren zorgden voor een snelle verspreiding van karate in Japan en er werden al snel veel karatescholen opgericht. Karatemeester Kenwa Mabuni vestigde zich in de stad Osaka en begon daar les te geven in wat nu bekend staat als Shitō-ryū karate. Chojun Miyagi, grondlegger van het Goju-ryu karate, bleef niet in Japan en keerde weer terug naar Okinawa. De Japanner Gogen Yamaguchi werd de belangrijkste vertolker van de Goju-ryu stijl in Japan. Choki Motobu was er al vroeg bij in Japan. Hij beïnvloedde met zijn stijl meerdere andere karatestijlen. Na zijn dood dreigde zijn stijl bijna verloren te gaan, totdat zijn zoon het weer oppakte en erin les begon te geven.
In Japan ontstonden ook nieuwe stijlen van karate, waaronder Wado-ryu van de Japanner Hironori Otsuka, Kyokushinkai van de Koreaan Masutatsu Oyama en Shindo Jinen-ryu van de Japanner Yasuhiro Konishi. Al deze stijlnamen werden pas eind jaren 30 bedacht, toen de Dai Nippon Butokukai (het officiële overheidsorgaan van vechtkunsten in Japan) alle karatemeesters in Japan vroeg om de naam van hun karatestijl bij hun instantie te registreren. Elke vooraanstaande karatemeester bedacht vervolgens een naam voor zijn eigen stijl van karate. Al snel werden er toernooiregels opgesteld om van karate een competitieve sport te maken en aldus begon de beoefening van karate als sport. Het eerste bekende karatetoernooi werd gehouden in 1949 in de stad Kyoto.

### Invloed op vechtkunsten in Korea
Tijdens de Japanse bezetting van Korea (1910-1945) werd het de Koreanen verboden om hun eigen cultuur te beoefenen. Koreanen mochten echter wel kendo, judo en karate beoefenen. Tijdens de Japanse bezetting gingen veel jonge Koreanen van Korea naar Japan om daar te werken of te studeren aan prestigieuze Japanse universiteiten. Sommigen kwamen in aanraking met karate en begonnen daar les in te nemen. Bij hun terugkomst in Korea introduceerden ze het karate in Korea. Tot dan was in Korea de interesse voor krijgskunsten verloren geweest. Hoewel de Koreanen wisten dat hun voorouders ooit eigen krijgskunsten beoefend hadden onder de namen subak en taekgyeon wist niemand hoe deze eruit moesten hebben gezien. Het boek de Muyedobotongji was hun enige stille getuige, maar van plaatjes kon niemand leren. Met behulp van het Okinawaanse karate begonnen de Koreanen aan de reconstructie van hun eigen krijgskunst, die vandaag de dag bekendstaat als de vechtkunst Taekwondo. Karate bleef echter ook populair in Zuid-Korea, waar uit karate tevens eigen vechtkunsten ontstonden zoals Kong Soo Do en Tang Soo Do.

### Verspreiding naar de rest van de wereld
Vanaf de tweede helft van de twintigste eeuw begon karate zich buiten Japan en Korea te verspreiden. Amerikaanse soldaten, die na de Tweede Wereldoorlog in Japan gestationeerd waren, begonnen les te nemen in karate bij verschillende karatemeesters. Die soldaten begonnen na hun ontslag en terugkomst in de Verenigde Staten karate te onderwijzen in hun eigen land. In Japan werden er ook verschillende commerciële karateorganisaties opgericht, die karate als hun exportproduct begonnen te gebruiken. Dit zorgde voor een snelle verspreiding van karate over de rest van de wereld. De eerste organisatie die hiermee begon, is de Japan Karate Association (JKA), die in 1949 werd opgericht. Deze organisatie leidde karateleraren op en bood ze een salaris aan, waarna ze werden uitgezonden naar verschillende delen van de wereld om het karate daar te introduceren. Omdat de JKA het Shotokan karate als stijl promootte, groeide deze stijl uit tot de meest beoefende stijl in de wereld in de tweede helft van de twintigste eeuw. Later werden er soortgelijke karateorganisaties opgericht door leraren van andere karatestijlen. Het Kyokushinkai karate begon toen een flinke opmars in populariteit te maken.

## Kenmerken

### Algemeen

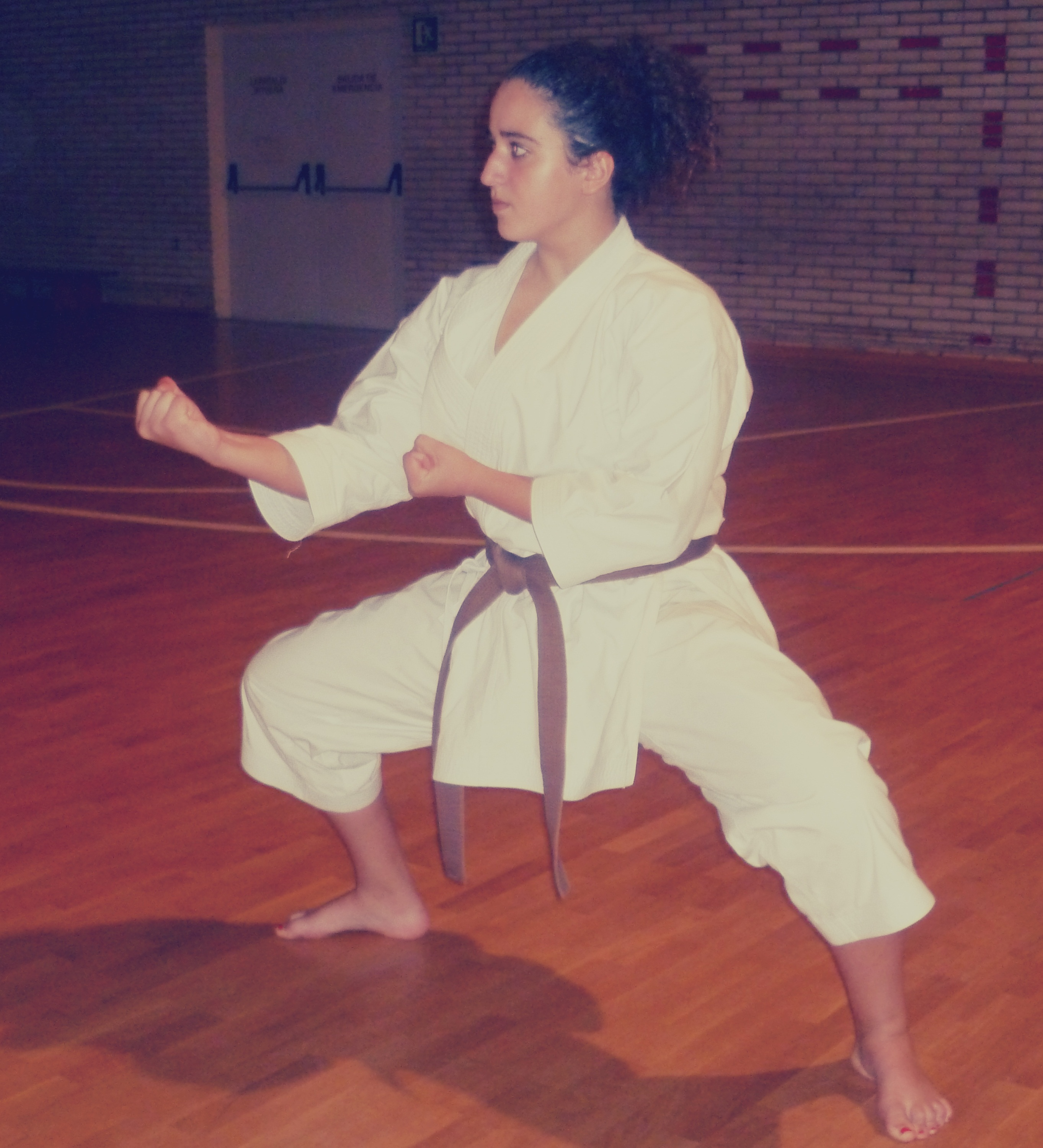
Beoefening van de kata Nipaipo uit de Shitō-ryū stijl van karate, 2012

Karate behoort tot de harde vechtkunsten, hoewel sommige karatestijlen ook enkele zachte technieken beoefenen. Karate bestaat voornamelijk uit verschillende soorten stoten, slagen, trap- en afweertechnieken. Karate kent daarnaast ook enkele klem- en werptechnieken. In karate worden de handen en de voeten gehard om aanvallen mee uit te kunnen voeren. Karate kent zowel gesloten vuisttechnieken als openhandtechnieken. Technieken met de vuist vormen de boventoon bij de meeste karatestijlen. Meest gebruikte openhandtechniek is de zwaardhand. Traptechnieken kunnen laag, middel en hoog zijn. Er bestaan ook gesprongen trappen. Kniestoten, elleboogstoten en veegtechnieken worden ook gebruikt. Afweertechnieken worden voornamelijk met de onderarm uitgevoerd. Kracht wordt in karate voornamelijk gegeneerd vanuit de heupen. In het Karate komen zowel diepgewortelde lage standen als hoge standen voor. Karate kent ook standen op een been, bedoeld om de balans te trainen. Karatebewegingen kunnen zeer dynamisch als heel rustig zijn. Veel voorkomend is de kiai, de schreeuw die geuit wordt bij het uitvoeren een karatetechniek. Sommige karatestijlen beoefenen speciale ademhalingsoefeningen (Sanchin kata).
Bij de karatetraining of bij karatewedstrijden kan de mate van contact variëren per karatestijl. Er bestaan semicontact karatestijlen en full-contact karatestijlen. Bij semicontact stijlen worden stoten en slagen altijd ingehouden, bij fullcontact stijlen niet. Toepassing van karate-technieken kan vooral bij een niet geoefende tegenstander ernstig lichamelijk en zelfs dodelijk letsel veroorzaken. Daarom is het bij de beoefening van karate als wedstrijdsport belangrijk, dat men op de tegenstander niet een techniek gebruikt die hem ernstig letsel kan toebrengen. Dit is met name bij de full-contactstijlen van belang.
Karate lijkt in sommige opzichten op bepaalde Chinese stijlen van kungfu. Dit niet verwonderlijk gezien de geschiedenis van de oorsprong van karate. De gelijkenis is in de beoefende kata's het meest prominent zichtbaar. Bij sommige karatestijlen zijn invloeden van de Fujian Witte kraanvogelstijl zichtbaar, bij andere karatestijlen zijn invloeden van de stijlen van Noord-Shaolin kungfu zichtbaar. Sommige kata's zijn traceerbaar naar bepaalde Chinese vormen (voorbeelden: Sanchin, Seisan, Nipaipo). Het merendeel van de kata's zijn echter niet te traceren. Er bestaat ook een wezenlijk verschil in hoe technieken in Chinese stijlen worden uitgevoerd in vergelijking met de uitvoering in karate. Zo worden de bewegingen in de Chinese vormen op een vloeiende manier uitgevoerd en zijn de Chinese vormen uitgebreider.

### Filosofie van karate

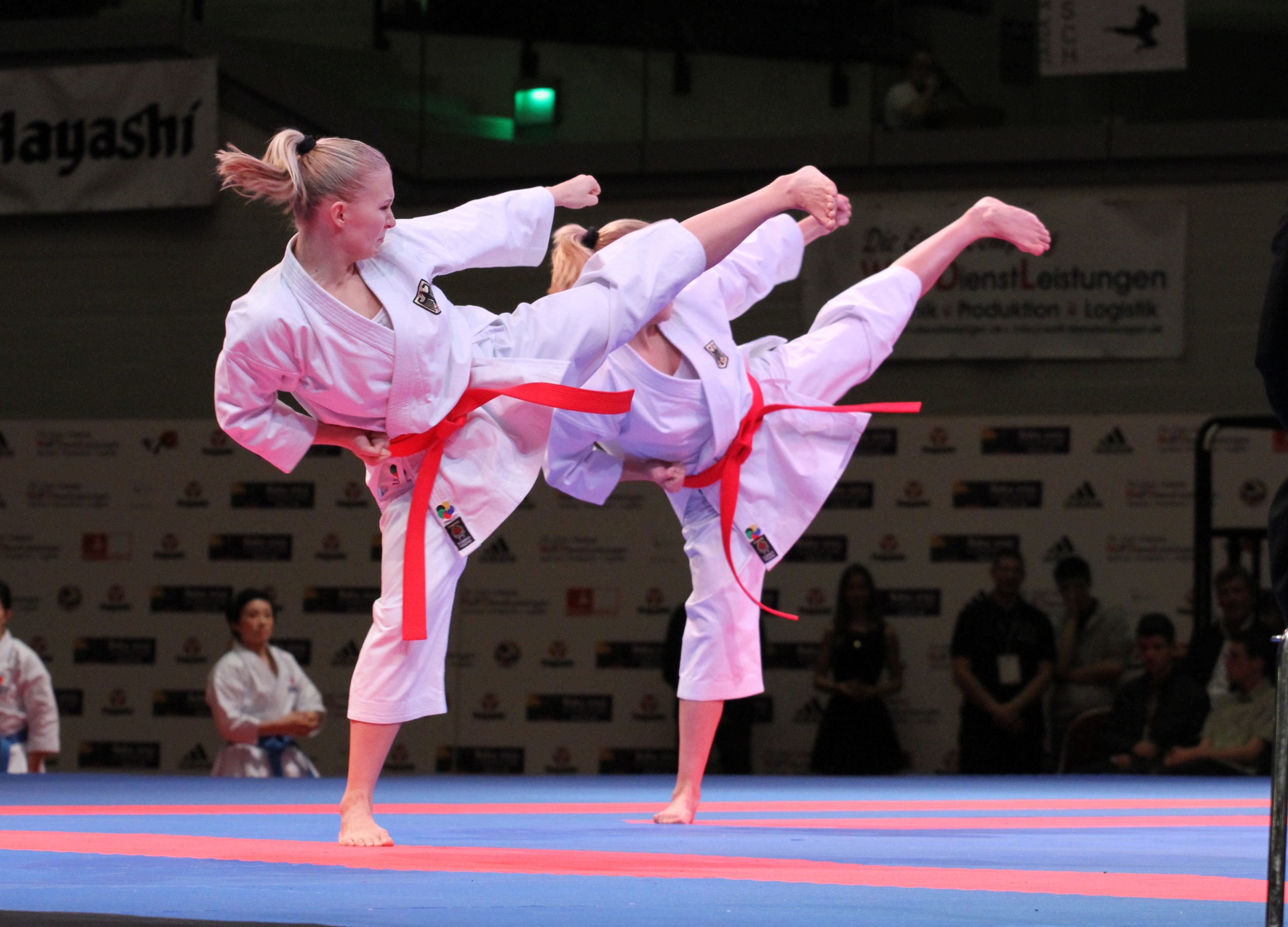
Demonstratie van een Shotokan kata tijdens een wedstrijd in 2014 in Duitsland

Karate omvat echter meer dan alleen de fysieke toepassing van agressie. Discipline en etiquette (groeten, buigen, respect tonen voor elkaar) spelen een zeer belangrijke rol in de beoefening van karate. Dit is om te voorkomen dat de karatetraining geen brute vechtmachines als leerlingen gaat opleveren. Bij alle stijlen van karate is de mentale ontwikkeling van de leerlingen net zo belangrijk als de fysieke training. Voor sommige leerlingen betekent dit het beheersen van hun agressie, voor anderen het overwinnen van hun angst of verlegenheid door het creëren van meer zelfvertrouwen. Dit ten einde voor het ontwikkelen van een beheerste sterke geest in een sterk lichaam, zodat men zichzelf staande kan houden in de alledaagse samenleving. Of zoals in de woorden van karatemeester Funakoshi: "Het uiteindelijke doel van karate is de verbetering van het karakter van de beoefenaar". Enige kanttekening dient wel geplaatst te worden bij dit idealistisch denkbeeld. Verbetering van het karakter van de karatebeoefenaar kan natuurlijk alleen slagen als zowel leraar als leerling hiernaar streven.
Hoewel er competities worden gehouden, gaat het bij karate niet over winnen of verliezen. Karate mag uitsluitend gebruikt worden voor zelfverdediging en zoals het gezegde luidt: "Karate Ni Sente Nashi" ("In karate is er geen eerste aanval"). Over de betekenis hiervan bestaat echter geen eenduidigheid: veelal wordt dit gezegde simpelweg opgevat als een gedragsregel om niet aan te vallen, doch op een dieper niveau opgevat dat een geoefend persoon kan anticiperen op een aanval van een tegenstander. Andere bekende gezegden die typische karate-wijsheden uitdrukken luiden: "Een vermeden gevecht is een gewonnen gevecht", "Zeven keer vallen, acht keer opstaan" en "Ken jezelf en je vijand; dat is de geheime sleutel tot strategie".
Voor jongeren kan karate een goede uitlaatklep zijn voor hun overvloed aan energie en het leren van zelfdiscipline en doorzettingsvermogen. Voor volwassenen kan het een gezonde manier zijn van fit en sterk te blijven. Sommige karatebeoefenaars beoefenen karate zo intens dat het een levensstijl voor hen wordt.

### Inhoud van de karatetraining
Traditioneel traint men karate in een dojo, een gebouw dat speciaal ingericht is om vechtkunsten te beoefenen. Maar vaak heeft men niet de beschikking hierover en dus traint men ergens in een sportzaal of binnenplaats. Een karatetraining begint gewoonlijk met een Japanse groetceremonie (reishiki). Hierbij zit men in seiza en begroet men eerst de karateleraar (sensei) en daarna alle aanwezige karateka's. Deze groetceremonie herhaalt men aan het einde van de training weer. Sommige karatescholen houden dan ook een korte meditatie-sessie.
Het volgende onderdeel van de training is de warming-up. Hierbij doen de karatebeoefenaars verscheidene conditie-, kracht- en rekkingsoefeningen. Veel gebruikte oefeningen zijn hardlopen, opdrukken op vuisten, sit-ups, squat, losmaken van heupen, knieën en enkels, rekken van beenspieren en pezen. Deze oefeningen zijn heel belangrijk om te doen, omdat ze vele onnodige blessures kunnen voorkomen. De eigenlijke training in de karatetechnieken begint daarna. Deze wordt gewoonlijk onderverdeeld in verschillende onderdelen.
De vaste trainingsonderdelen zijn:
- kihon (beoefening van de basistechnieken)
- kata (een set van techniekcombinaties die een gevecht tegen denkbeeldige tegenstanders uitbeelden)
- kumite (oefengevecht, onder te verdelen in: kihon-kumite (afgesproken gevecht) en jiyu-kumite (vrij gevecht))

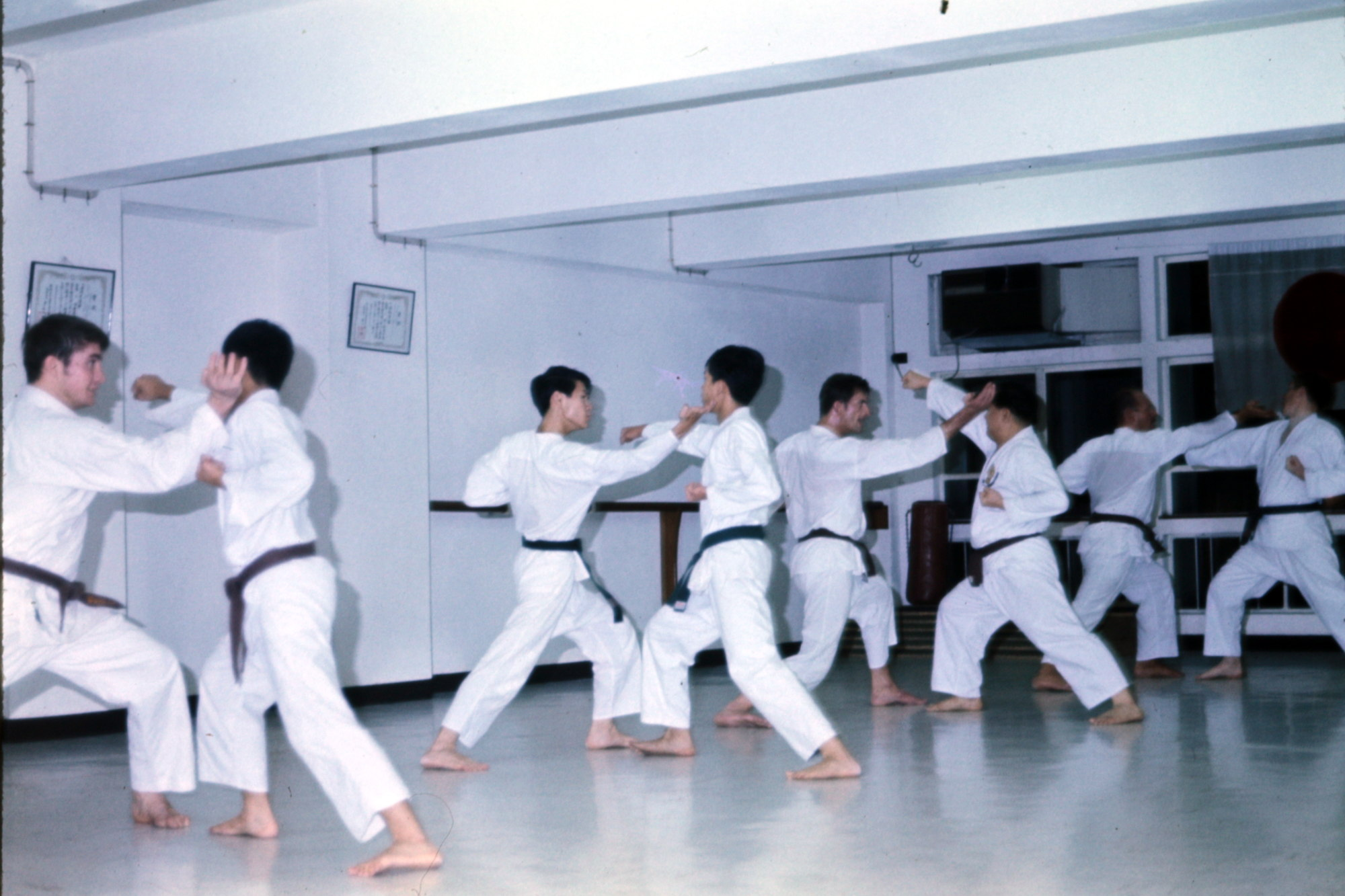
Een kihon-kumite karatetraining in Hongkong, 2019

Bij sommige karatestijlen zijn er ook nog andere trainingsonderdelen zoals:
- kobudo (training met verschillende traditionele wapens)
- makiwara-training (stootpaal- of stootzaktraining)
- hojo undo (conditionering en training met gewichten)
- tameshiwara (breektechnieken van houtplanken of stenen)
- kiko (energetische oefeningen voor de ontwikkeling van ki)

## Bandensysteem
Bij het karate maakt men gebruik van een bandensysteem van verschillende kleuren karatebanden, om karatebeoefenaars van verschillende graad te kunnen onderscheiden. Over het algemeen maakt men gebruik van de kleuren: wit, geel, oranje, groen, blauw, bruin en zwart. De kleuren en volgorde van de karatebanden kunnen in sommige karatestijlen of karatebonden variërend zijn, wat soms wat verwarrend kan zijn voor mensen die niets over karate kennen maar ook voor karatebeoefenaars van verschillende stijlen of bonden. Karatebeoefenaars kunnen om het halfjaar een examen doen (de regels kunnen per karatebond variëren). De graad van kleurbanden noemt men in het karate de kyu. De laagste kleurband is de witte band. De hoogste kleurband is de zwarte band. Na het behalen van de zwarte band is een karatebeoefenaar volleerd in de basistechnieken van het karate.

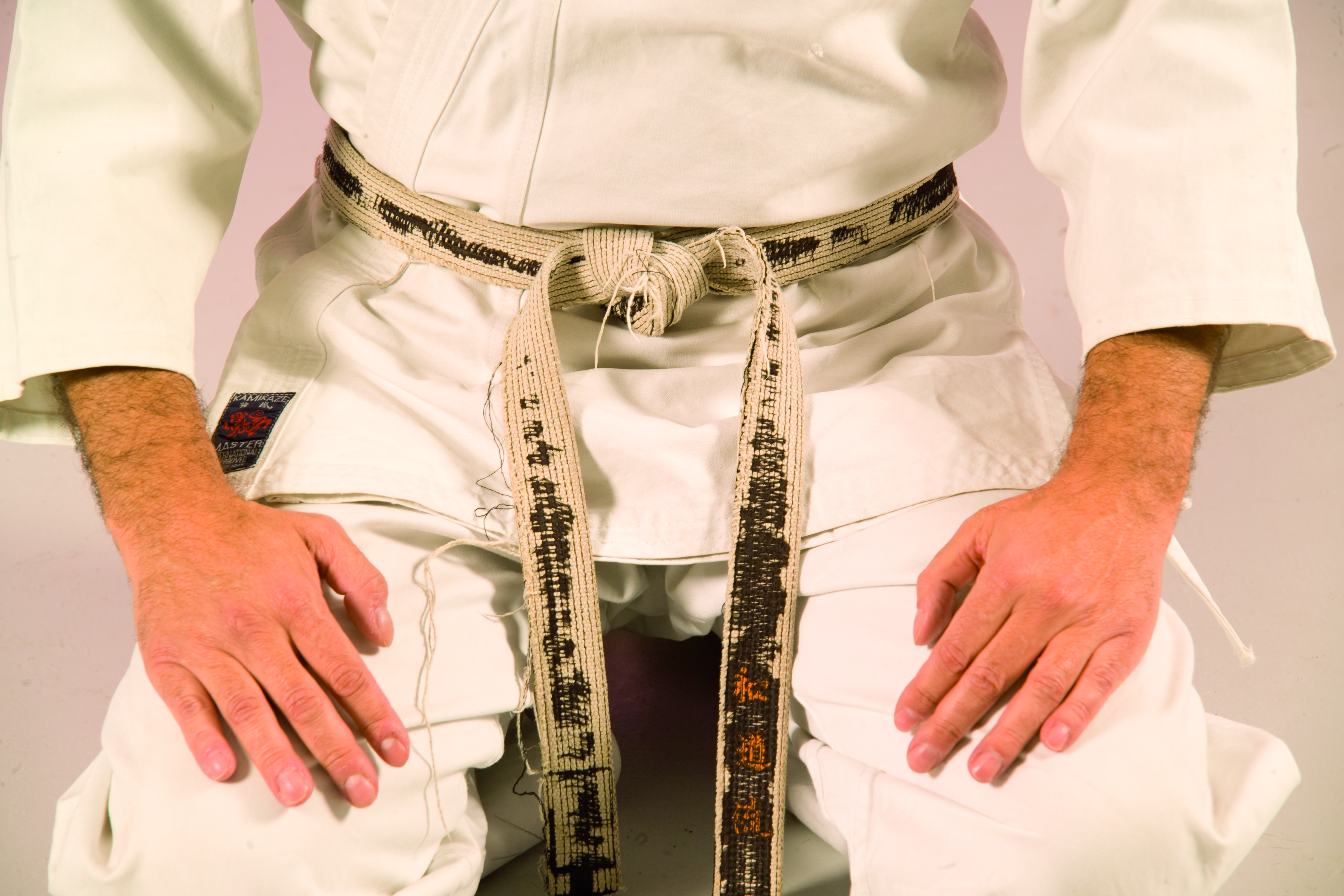
Een karateka met een versleten zwarte karateband. Sommige karateka's dragen bewust zo'n band om aan te geven, dat men al heel lang traint

Er is ook een verschil tussen jongeren en volwassenen die hun karateband behalen. Bijvoorbeeld, een volwassene kan van een witte band naar een gele band gaan als hij slaagt voor het kyu-examen, terwijl een jongere eerst één of meerdere streepjes op zijn/haar witte band moet behalen voordat hij/zij de gele band kan behalen. Volwassenen kunnen wat sneller hun band behalen dan bijvoorbeeld jongeren onder 12 jaar. De regels kunnen per karatebond wat variëren. Zo kan men in sommige karatebonden al vanaf 12 jaar de zwarte band behalen, terwijl men in andere bonden 12 jaar nog te jong vindt voor de zwarte band. Daarom wordt er bij jongeren vaak met een systeem van streepjes gewerkt, bij het behalen van een hogere kyu. Dit streepje wordt op de band genaaid/gekleefd om de nieuwe kyu aan te duiden. Er bestaan karatestijlen of bonden, die ook een streepjessysteem gebruiken voor volwassenen.

### DAN-graden
Een zwarte band in het karate heeft ook een graadsysteem. Vanaf zwarte band spreekt men van "DAN" en niet meer van kyu. Nadat een leerling de zwarte band heeft behaald, kan de graad enkel omhoog gaan via de DAN-graad. Er bestaan 10 DAN's in dit graadsysteem. De wachttijden om een hogere DAN te behalen zijn langer dan bij de kleurbanden. Vanaf de zwarte band moet men soms jaren trainen om een nieuwe DAN-examen te doen. Enkele karatestijlen of bonden maken gebruik van streepjes op de zwarte band, om de DAN-graad van de karatebeoefenaar aan te duiden, maar de meeste karatestijlen of bonden maken hier geen gebruik van.
- Shodan = 1ste DAN (haalbaar na 1 jaar training)
- Nidan = 2de DAN (haalbaar na 2 jaar training)
- Sandan = 3de DAN (haalbaar na 3 jaar training)
- Yondan = 4de DAN (haalbaar na 4 jaar training)
- Godan = 5de DAN (haalbaar na 5 jaar training)
- Rokudan = 6de DAN (haalbaar na 6 jaar training)
- Nanadan = 7de DAN (haalbaar na 7 jaar training)
- Hachidan = 8ste DAN (haalbaar na 8 jaar training)
- Kudan = 9de DAN (haalbaar na 9 jaar training)
- Jūdan  = 10de DAN (haalbaar na 10 jaar training)

## Verschillende stijlen van karate

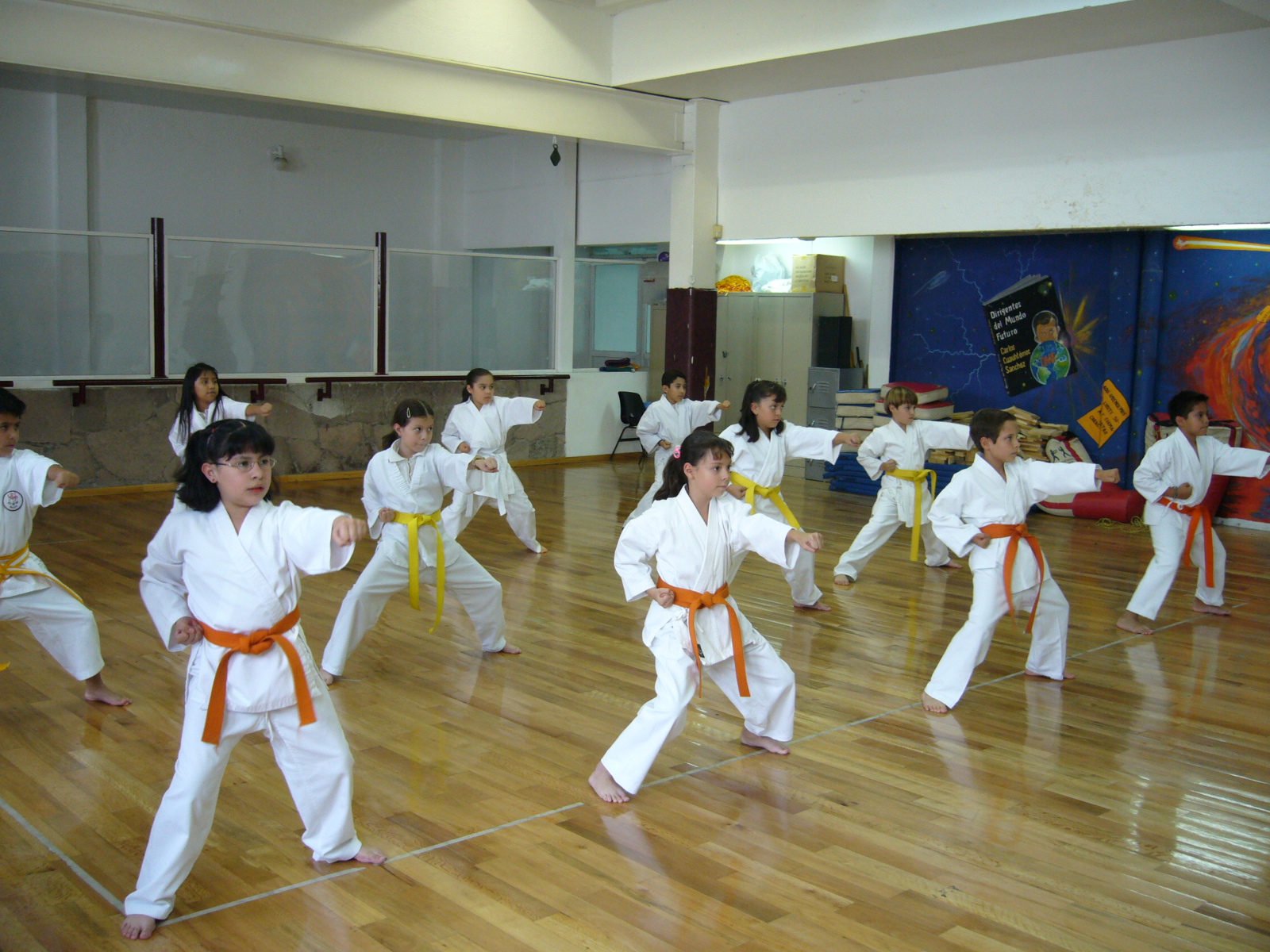
Jeugdige karateka's beoefenen karatestoten in een sportzaal in Mexico, 2006

Omdat er in de loop der tijd meerdere leraren in karate zijn geweest, die elk hun eigen karateschool hebben gesticht, zijn er verschillende stijlen van karate ontstaan. Onderscheidend voor de diverse stijlen zijn de diverse kata's, een min of meer eigen filosofie en eigen wedstrijdreglementen. De Federation of All Japan Karatedo Organization erkent vier zogenoemde traditionele stijlen (de Yondai Ryuha).
De erkende stijlen zijn:
- Goju-ryu, grondlegger: Chojun Miyagi
- Shotokan, grondlegger: Gichin Funakoshi
- Shitō-ryū, grondlegger: Kenwa Mabuni
- Wado-ryu, grondlegger: Hironori Otsuka

Daarnaast bestaan nog vele andere stijlen, waaronder:
- Ashihara kaikan, grondlegger: Hideyuki Ashihara, full contact stijl
- Genseiryu, grondlegger: Seiken Shukumine
- Isshin-ryu, grondlegger: Tatsuo Shimabukuro
- Kissaki-kai, grondlegger: Vince Morris
- Kyokushinkai, grondlegger: Masutatsu Oyama, full contact stijl
- Shindo Jinen-ryu, grondlegger: Yasuhiro Konishi

## Karatewedstrijden

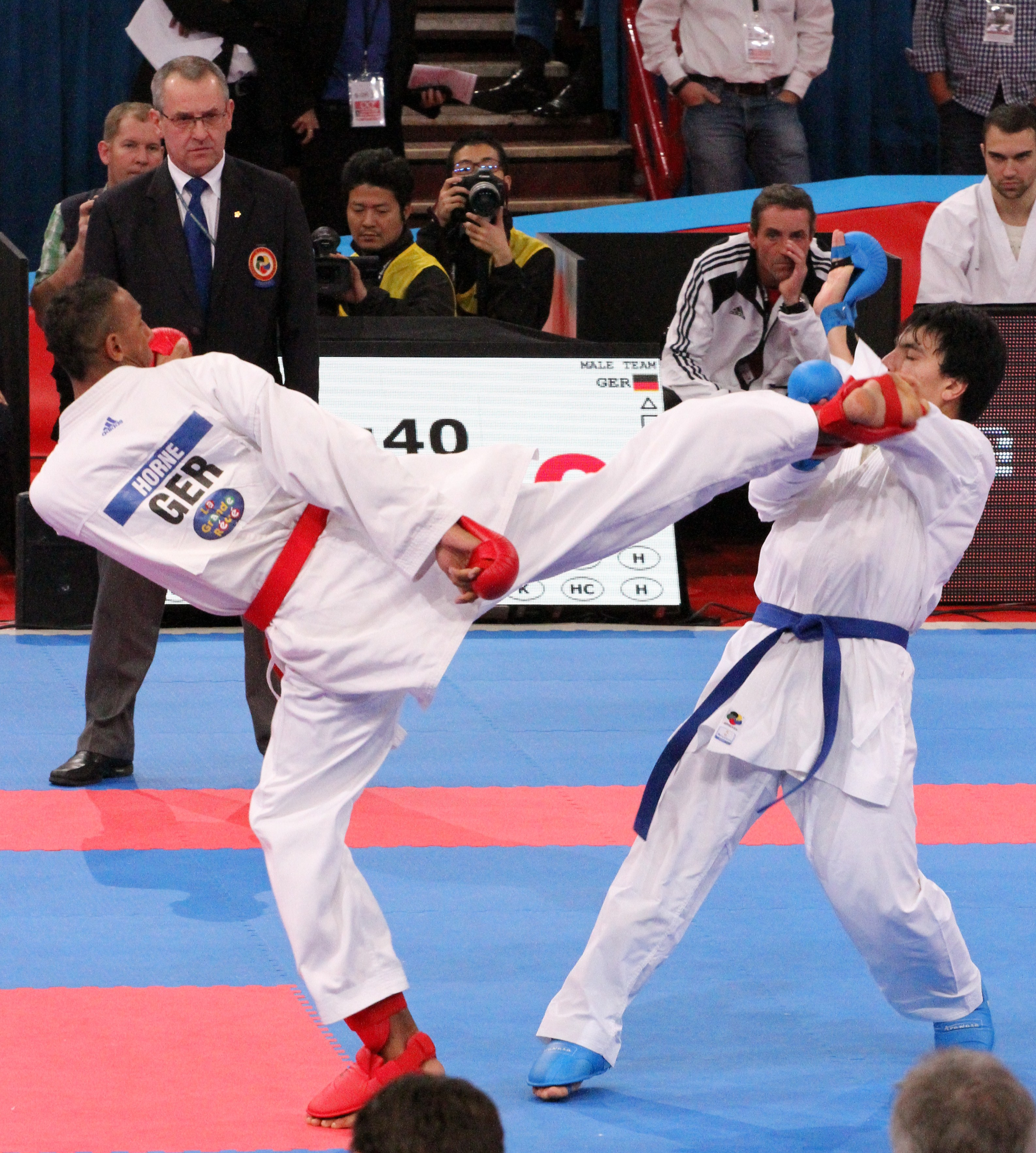
Een karatewedstrijd in 2012 in Parijs

In het karate worden ook karatewedstrijden gehouden. Karatescholen en verenigingen houden karatewedstrijden van lokaal tot internationaal niveau. Karatewedstrijden zijn bedoeld om leden van tegengestelde scholen of stijlen tegen elkaar uit te spelen in de onderdelen kata, sparring en wapendemonstraties. Ze zijn vaak gescheiden op basis van leeftijd, rang en geslacht, met mogelijk verschillende regels of normen op basis van deze factoren. Een karatewedstrijd kan exclusief zijn voor leden van een bepaalde stijl (gesloten) of een karatewedstrijd waaraan elke krijgskunstenaar van welke stijl dan ook mag deelnemen binnen de regels van de karatewedstrijd (open). Een sparringwedstrijd kan semicontact of full-contact zijn, waarbij men wel of geen gebruik gebruikt van beschermingsmiddelen zoals bokshandschoenen, hoofdbeschermer en scheenbeschermer. Dit naargelang de regels, die er bij de karatewedstrijd gelden.

### Olympische Spelen
In 2016 werd karate erkend als een olympische sport door het Internationaal Olympisch Comité (IOC). Bij de Olympische Zomerspelen 2020 deed karate voor het eerst mee. De World Karate Federation (WKF) is de grootste sportkarateorganisatie en wordt door IOC erkend als verantwoordelijk voor de karatecompetitie op de Olympische Spelen. De WKF heeft gemeenschappelijke regels ontwikkeld voor alle stijlen. De nationale WKF-organisaties coördineren met hun respectievelijke Nationale Olympische Comités.

## Film en cultuur in het Westen
Vanaf de tweede helft van de twintigste eeuw begon karate zich snel in het Westen via cultuur te verspreiden. In de populaire fictie van de jaren 1950 werd karate soms beschreven in bijna mythische termen voor nieuwsgierige westerse lezers. Karate was toen nog vrij nieuw voor westerse experts van de ongewapende vechtsport, die niet op de hoogte waren van oosterse vechtkunsten van deze soort. Men name leraren in het westerse boksen toonden interesse in deze vechtsport. Zij begonnen les te nemen in karate om zodoende hun aanbod aan vechtsporten aan het westerse publiek uit te breiden. Ook andere oosterse vechtsporten, die zich in het begin profileerden als karate zoals taekwondo of Tang Soo Do, werden door hen beoefend.
Vanaf de jaren 1970 vormden martialartsfilms een populair genre in het Westen, waarbij gebruikt gemaakt werd van vechtkunsten als karate, kungfu, taekwondo en kickboksen. Meestal waren dit kungfufilms geproduceerd door filmmaatschappijen in Hongkong, die nagesynchroniseerd waren naar het Engels. Destijds kon het reguliere westerse publiek echter nog geen onderscheid maken tussen deze verschillende vechtkunsten en noemde ze men gewoon allemaal karatefilms. Na verloop van tijd veranderde dit. Voorbeelden van films waarbij echt gebruik gemaakt wordt van karate zijn The Karate Kid (1984) en Kuro-obi (Black Belt, 2007).